# سی‌سی‌یو کورپوریشن
سی‌سی‌یو کورپوریشن (انگلیسی: Compañía de las Cervecerías Unidas) شرکت صنایع غذایی شیلیایی است، که در سال ۱۹۰۲ تأسیس شد.